# Tetramorium smithi
Tetramorium smithi är en myrart som beskrevs av Mayr 1879. Tetramorium smithi ingår i släktet Tetramorium och familjen myror. Inga underarter finns listade i Catalogue of Life.